# Kozly u Loun

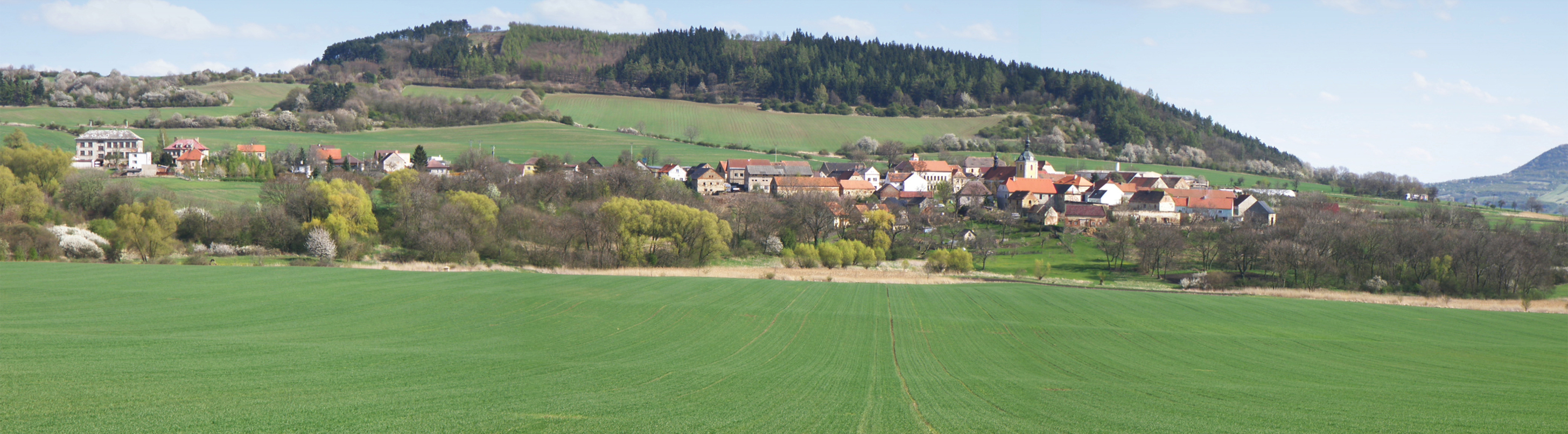
Blick von Nordwesten auf Kozly, im Hintergrund die Dlouhá

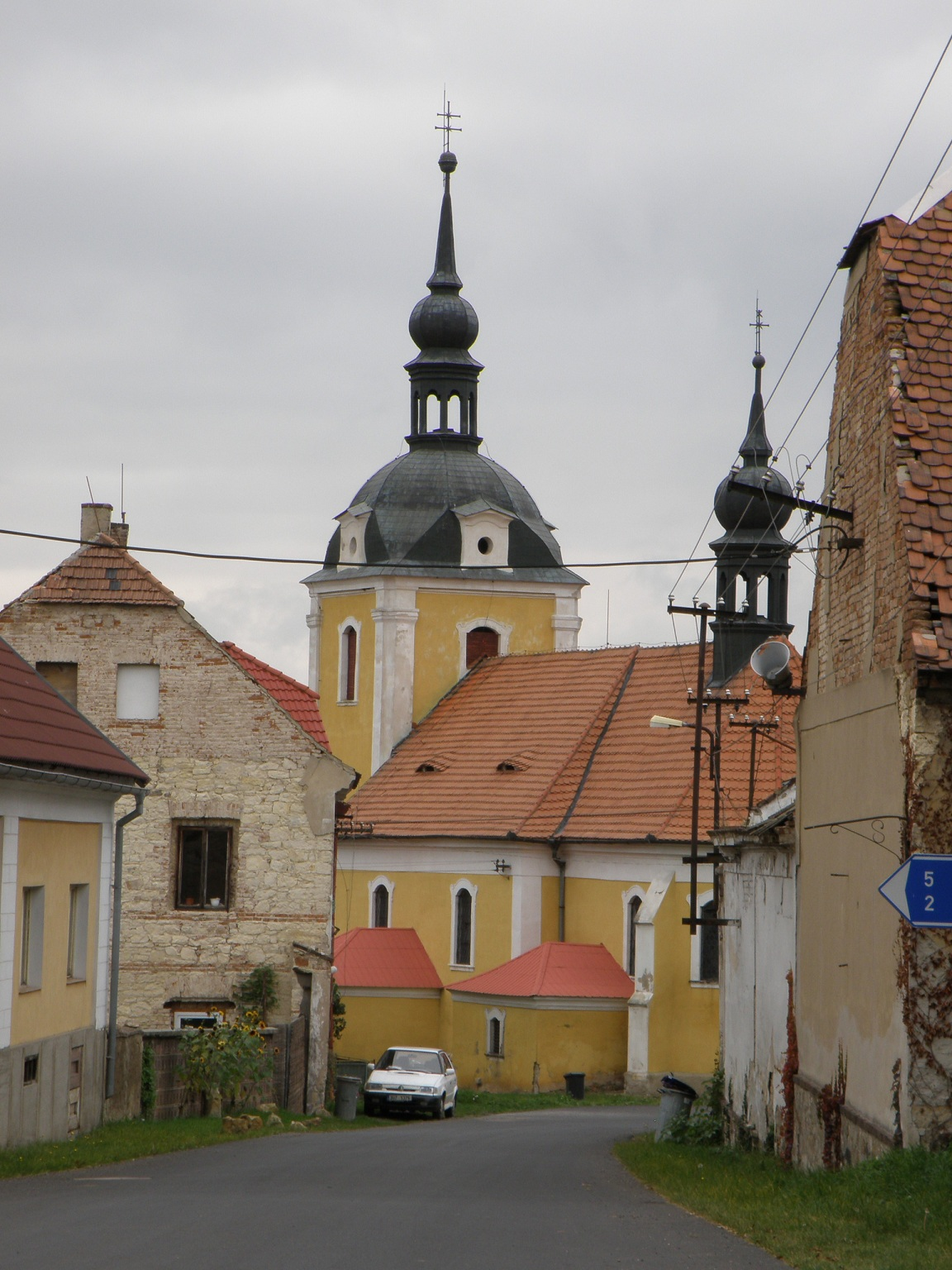
Kirche des hl. Martin

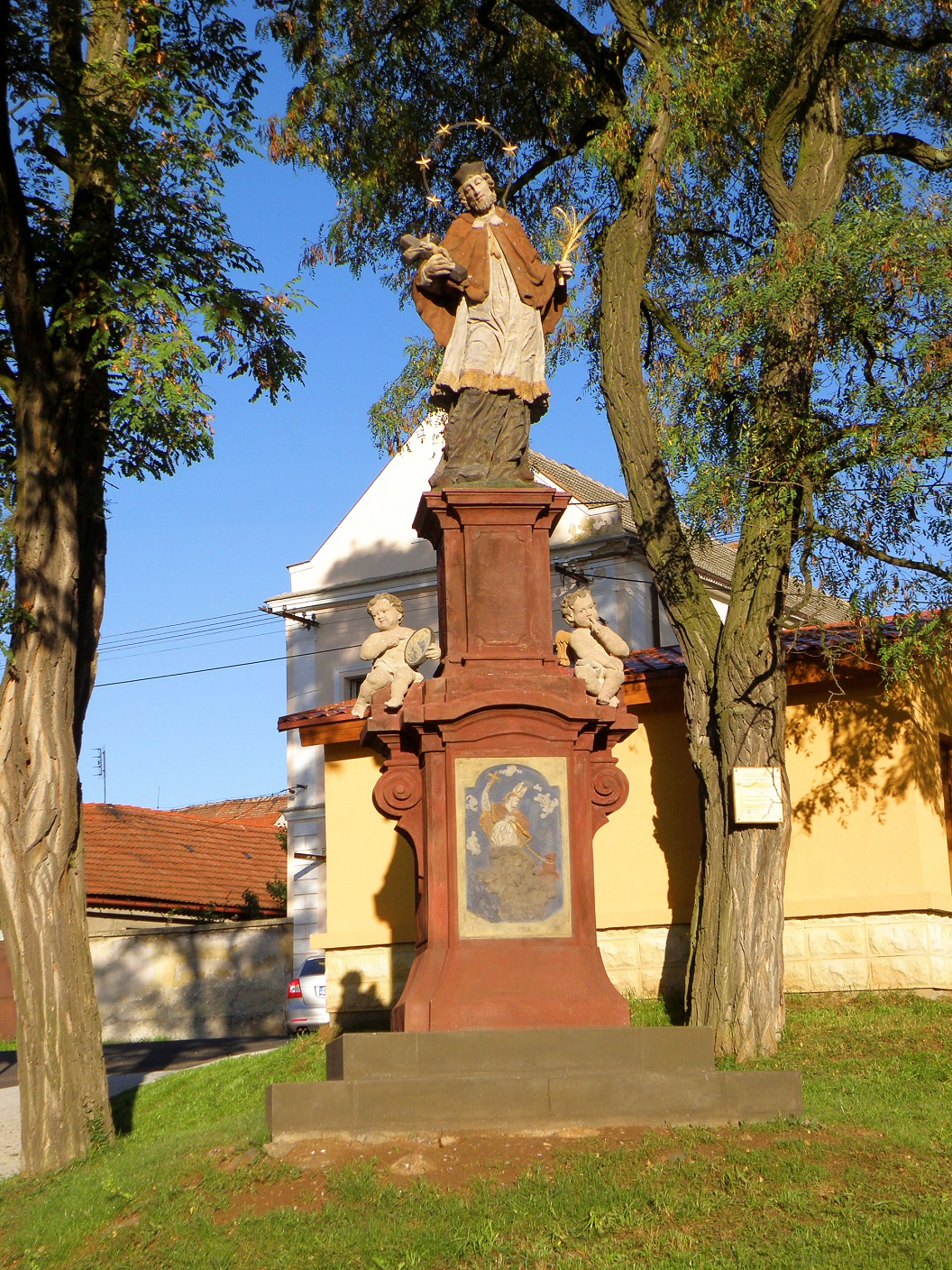
Statue des hl. Johannes von Nepomuk

Kozly (deutsch Kosel) ist eine Gemeinde in Tschechien. Sie liegt elf Kilometer südlich von Bílina und gehört zum Okres Louny.

## Geographie
Kozly befindet sich linksseitig des Baches Zaječický potok im Südwesten des Böhmischen Mittelgebirges auf dem Gebiet des Landschaftsschutzgebietes CHKO České středohoří. Nördlich erhebt sich die Záhorní hora (446 m), im Nordosten die Svinky (435 m), östlich der Číčov (477 m), im Südosten die Dlouhá (483 m), südwestlich die Skála (386 m) und der Bělouš (397 m), im Westen der Jílový (346 m) und der Tobiášův vrch (354 m) sowie nordwestlich der Skršínský vrch (389 m) und der Chrámecký vrch (392 m). Am östlichen Ortsrand verläuft die Straße II/257 zwischen Bílina und Louny. Im Süden führt die Bahnstrecke Čížkovice–Obrnice vorbei, die Bahnstation Bělušice liegt einen Kilometer südwestlich von Kozly.
Nachbarorte sind Chrámce und Žichov im Norden, Měrunice im Nordosten, Hořenec, Jablonec und Libčeves im Osten, Třtěno und Mnichovský Týnec im Südosten, Sinutec und Raná im Süden, Odolice und Bělušice im Südwesten, Bedřichův Světec im Westen sowie Skršín im Nordwesten.

## Geschichte
Die erste schriftliche Erwähnung von Kozly erfolgte im Jahre 1352 unter den Dörfern des Dekanates Třebenice. Die Feste war der Sitz der Herren Kozlovský von Kozlov, die dort wahrscheinlich schon vor 1300 ansässig waren. Seit der Mitte des 14. Jahrhunderts gehörte ein Teil des Dorfes geistlichen Herren. Im Jahre 1382 erwarb Přech von Žižkov durch Heirat die Feste und den Anteil der Familie Kozlovský. Seit 1384 ist ein Pfarrer in Kozly nachweislich. 1430 fiel der Anteil der Nachkommen des Přech von Žižkov durch Heimfall der königlichen Kammer zu. König Ladislaus Postumus überließ diesen Anteil 1454 an Jakub Lankaš von Nepomyšl. Im Jahre 1471 war die Feste Sitz des Kuneš von Tloskov, dies war zugleich ihre letzte Erwähnung. Ihm folgte sein Sohn Vilém von Tloskov. Vor 1531 erwarb das Prager Domkapitel das Gut Kozly von Vilém von Tloskov oder dessen Sohn Jan Kuneš. Im Jahre 1616 wurde der Besitzer des benachbarten Gutes Bělušice, Adam Charwat von Bärnstein in Kozly bei einer Wirtshausschlägerei gelyncht, nachdem er während eines Tanzvergnügens die Bäuerinnen gewaltsam zum Tanz gezwungen hatte. Während des Ständeaufstandes von 1618 wurde das Gut Kozly konfisziert und 1620 an Johann Charwat von Bärnstein verkauft. 1623 wurde das Gut im Zuge der Rekatholisierung wieder eingezogen und dem Prager Domkapitel rückübertragen. Die wüste Feste wurde im 17. Jahrhundert geschleift. Das Domkapitel bezog aus Kozly Wein, der jedoch außerhalb des Gutes am Südhang des Weinberges bei Chrámce angebaut wurde. Im Jahre 1750 kaufte Wenzel Chotek von Chotkow das Gut Kosel für 11.000 Gulden vom Prager Domkapitel und vereinigte es mit seinem Allodialgut Bieloschitz. Nachfolgende Besitzer waren ab 1754 sein Sohn Johann Karl Chotek von Chotkow, ab 1787 dessen Sohn Johann Rudolph Chotek von Chotkow und ab 1824 dessen Enkel Heinrich Chotek von Chotkow.
Zwischen 1820 und 1823 entstand die neue Chaussee von Kosel über Liebshausen nach Lobositz; den auf dem Gebiet seines Dominiums liegenden Abschnitt ließ Johann Rudolph Chotek ausschließlich auf seine und seiner Untertanen Kosten erbauen.
Im Jahre 1831 umfasste das im Südwesten des Leitmeritzer Kreises gelegene Gut Kosel eine Nutzfläche von 728 Joch 952 Quadratklafter. Einziges Forstrevier war der Zwinkenbusch (Svinky). Das Dorf Kosel / Kozel bzw. Kozlow bestand aus 43 Häusern mit 205 deutschsprachigen Einwohnern, von denen nur noch die ältesten der tschechischen Sprache mächtig waren. Es lag an der Chaussee von Laun nach Teplitz, von der im Ort die Chaussee nach Lobositz abzweigte. Unter dem Patronat der Obrigkeit standen die Pfarrkirche des hl. Martin mit der Gräflich Chotekschen Familiengruft sowie die Schule. In Kosel gab es zwei Einkehrhäuser. Abseits lag das Hegerhaus im Zwinkenbusch. Kosel war Pfarrort für die Dörfer Jablonitz (Jablonec), Synutz (Sinutec), Wodolitz und Kramitz (Chrámce) sowie für fünf Häuser von Bieloschitz. Bis zur Mitte des 19. Jahrhunderts blieb Kosel dem Allodialgut Bieloschitz mit Kosel untertänig.
Nach der Aufhebung der Patrimonialherrschaften bildete Kosel/Kozly ab 1850 mit den Ortsteilen Milay/Milá, Minichhof/Mnichov, Hradek/Hrádek, Kramitz/Chrámce, Bieloschitz/Bělušice, Skirschina/Skyřín, Wodolitz/Vodolice und Sinutz/Sinutec eine Gemeinde im Leitmeritzer Kreis und Gerichtsbezirk Bilin. Ab 1868 gehörte das Dorf zum Bezirk Teplitz und ab 1896 zum Bezirk Dux. Im Jahre 1869 hatte das Dorf Kosel mit 265 Personen die höchste Einwohnerzahl in seiner Geschichte. Der Ortsteil Minichhof/Mnichov wurde in den 1870er Jahren nach Charwatz/Charvatce umgemeindet. Bei der Volkszählung von 1921 betrug der Anteil der tschechischen Bevölkerung 17 %. In den 1920er Jahren zerfiel die Großgemeinde Kosel. Skirschina/Skršín und Kramitz/Chrámce lösten sich los und bildeten die Gemeinde Skirschina/Skršín. Ebenso wurden Bieloschitz/Bělušice und Wodolitz/Odolice eigenständige Gemeinden. Die Ortsteile Hradek/Hrádek und Millay/Milá bildeten die Gemeinde Millay/Milá. Im Jahre 1930 lebten in Kosel und Sinutz zusammen 297 Personen.
In Folge des Münchner Abkommens wurde Kosel 1938 dem Deutschen Reich zugeschlagen und gehörte zunächst zum Landkreis Dux. Ab dem 1. Mai 1939 war das Dorf Teil des neugebildeten Landkreises Bilin. Beim Zensus vom 17. Mai 1939 hatte die Gemeinde 275 Einwohner. Nach dem Ende des Zweiten Weltkrieges kam Kozly zur Tschechoslowakei zurück und die deutschböhmische Bevölkerung wurde vertrieben.
Im Zuge der Aufhebung des Okres Bílina wurde die Gemeinde 1961 dem Okres Louny zugeordnet. Zum 1. Juli 1980 erfolgte die Eingemeindung von Kozly und Sinutec nach Libčeves. Seit dem 1. Jänner 1993 ist Kozly nach einem Referendum wieder eigenständig, der frühere Ortsteil Sinutec verblieb dagegen bei Libčeves. Zu dieser Zeit lebten in Kozly nur noch 98 Personen. Im Jahre 2009 hatte das Dorf 125 Einwohner.

## Gemeindegliederung
Für die Gemeinde Kozly sind keine Ortsteile ausgewiesen.

## Sehenswürdigkeiten
- Barocke Kirche des hl. Martin, der ehemals gotische Bau aus dem 14. Jahrhundert erhielt seine heutige Gestalt beim Umbau von 1717. Im Jahre 1754 wurde die Choteksche Familiengruft angelegt, in der im selben Jahre Wenzel Chotek von Chotkow beigesetzt wurde.
- Barocke Statue des hl. Johannes von Nepomuk, geschaffen in der ersten Hälfte des 18. Jahrhunderts. Sie wurde 2013 restauriert.
- Markanter Berg Číčov

## Persönlichkeiten
- Franz Fleck (1909–1995), deutscher Facharzt für Haut- und Geschlechtskrankheiten; Rektor der Universität Rostock